# Haunt Season
Haunt Season é um filme de terror de 2024 dirigido por Jake Jarvi. Teve um lançamento limitado nos cinemas dos Estados Unidos pela Epic Pictures em 4 de outubro de 2024, seguido do lançamento digital no dia 8 do mesmo mês.

## Sinopse
No meio de uma atração de Halloween, um assassino mascarado começa a matar membros do elenco.

## Elenco
- Brent Bentley - Jace
- Craig Benzine - Seth
- Ana Dragovich - Taylor
- Sarah Elizabeth - Matilda

## Recepção
Em sua crítica no Chicago Reader, Andrea Thompson escreveu que o filme tem "uma quantidade surpreendente de doçura (...) se o drama e a perturbação não combinam bem, ainda é uma carta de amor surpreendentemente comovente para a temporada [de Dias das Bruxas] e para aqueles que vivem para ela."